# Acacia tessellata
Acacia tessellata é uma espécie de leguminosa do gênero Acacia, pertencente à família Fabaceae.